# Prawosławie w Danii

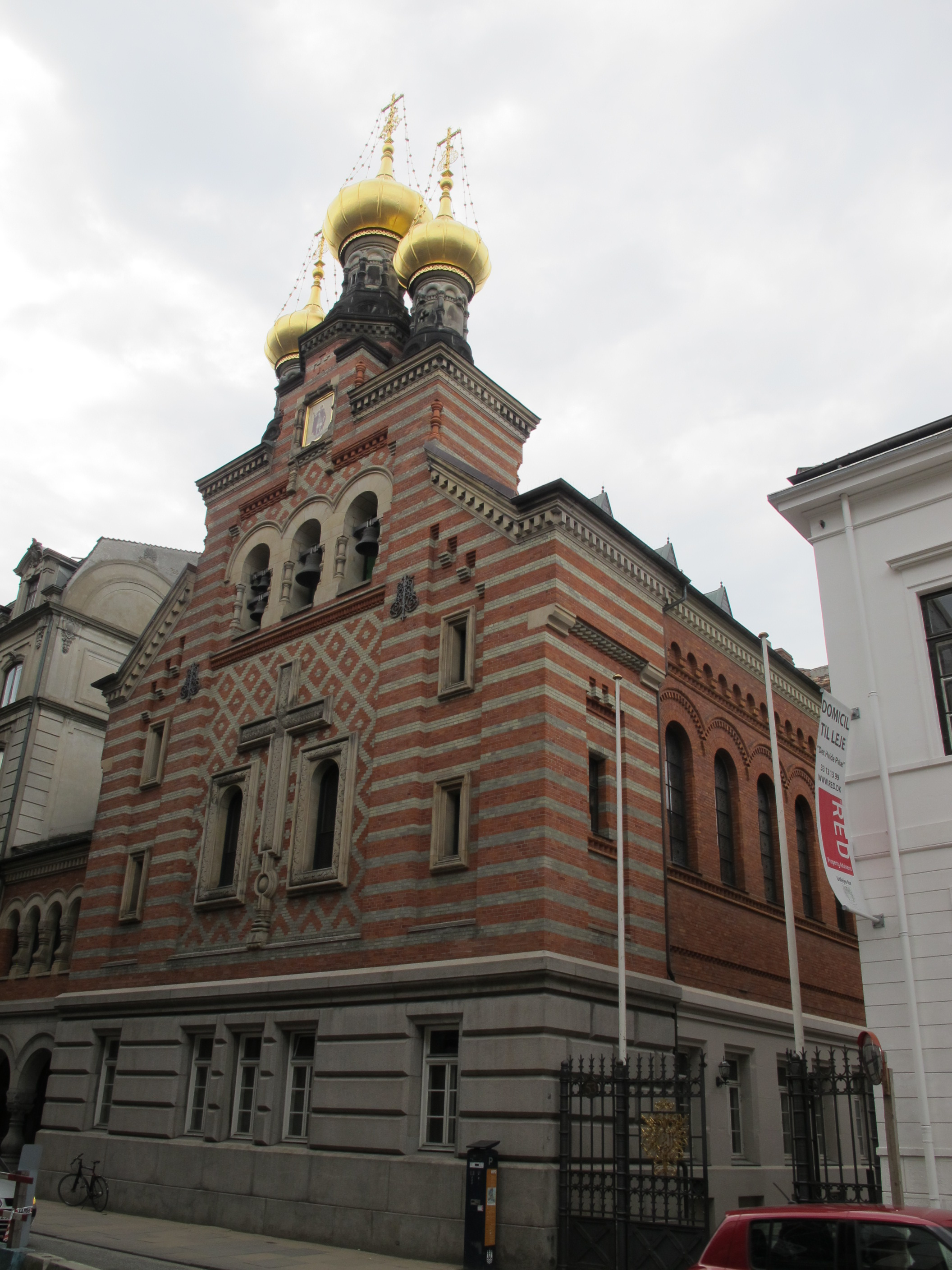
Cerkiew św. Aleksandra Newskiego w Kopenhadze (Rosyjski Kościół Prawosławny poza granicami Rosji)

Prawosławie w Danii było religią praktycznie nieznaną do XX wieku, kiedy pod wpływem emigracji politycznej z Rosji w kraju tym powstała społeczność prawosławna licząca kilka tysięcy wiernych.
Pierwsza cerkiew prawosławna św. Aleksandra Newskiego w Danii została otwarta w połowie XVIII wieku na potrzeby ambasady rosyjskiej w Kopenhadze. Cerkiew ta była obsługiwana przez kler przybyły z Rosji i skupiała wyłącznie wiernych narodowości rosyjskiej, związanych z dyplomacją tego kraju. W 1881 została poświęcona nowa, większa cerkiew pod tym samym wezwaniem. Niewielka parafia zmieniła się w ośrodek religijny i kulturalny emigrantów rosyjskich po 1920, kiedy kilka tysięcy białych emigrantów uciekło z kraju ogarniętego wojną domową. Zreorganizowana parafia znajdowała się w jurysdykcji Zachodnioeuropejskiego Egzarchatu Rosyjskiego Kościoła Prawosławnego, duński Sąd Najwyższy odmówił wydania majątku cerkwi władzom radzieckim.
W latach 60. część wiernych niezgadzających się z działaniami patriarchy Moskwy postanowiła zerwać więź z Rosyjskim Kościołem Prawosławnym i zwróciła się do biskupa Niemiec Rosyjskiego Kościoła Prawosławnego poza granicami Rosji o przyjęcie w jurysdykcję. Prośba ta została przyjęta, jednak wobec sprzeciwu części parafian sprawę ponownie rozpatrywał duński Sąd Najwyższy, który uznał przekazanie majątku cerkiewnego za nielegalne i tym samym de facto uniemożliwił zmianę jurysdykcji. Dopiero w 1984, po śmierci dotychczasowego proboszcza cerkwi, zwolennicy Kościoła poza granicami Rosji podstępem opanowali jej budynek, uniemożliwiając nowemu legalnemu proboszczowi cerkwi objęcie parafii. Mimo formalnego zjednoczenia obydwu hierarchii w 2003 spór o parafię w Kopenhadze nadal trwa, zaś zwolennicy tradycyjnej przynależności do Patriarchatu Moskiewskiego założyli cerkiew domową Opieki Matki Bożej, podległą parafii św. Mikołaja Cudotwórcy w Oslo.
Społeczność prawosławna w Danii tradycyjnie skupia mniejszość rosyjską, ale również przybyłych do Danii w celach zarobkowych Greków, Serbów, Rumunów i w mniejszym stopniu reprezentantów innych narodowości i nielicznych Duńczyków. W związku z tym parafia Opieki Matki Bożej jest placówką duńskojęzyczną, podczas gdy cerkiew św. Aleksandra Newskiego zachowała w obrzędach język cerkiewnosłowiański.